# Vitka megállóhely
Vitka megállóhely egy Szabolcs-Szatmár-Bereg vármegyei vasúti megállóhely Vásárosnamény településen, a MÁV üzemeltetésében. A névadó Vitka városrész nyugati részén helyezkedik el, nem messze a 4117-es út vasúti keresztezésétől, közúti elérését az előbbi útból dél felé kiágazó 41 322-es számú mellékút teszi lehetővé.

## Vasútvonalak
A megállóhelyet az alábbi vasútvonalak érintik:
- Mátészalka–Záhony-vasútvonal

## Kapcsolódó állomások
A megállóhelyhez az alábbi állomások vannak a legközelebb:
- Nagydobos megállóhely (Mátészalka–Záhony-vasútvonal)
- Vásárosnamény vasútállomás (Mátészalka–Záhony-vasútvonal)

## Forgalom
| Járat        | Útvonal | Gyakoriság   |
| ------------ | --- | ------------ |
| személyvonat | Tiborszállás – Nagyecsed – Nyírcsaholy – Mátészalka – Ópályi – Nagydobos – Vitka – Vásárosnamény – Kisvarsány – Gyüre – Aranyosapáti – Újkenéz – Tornyospálca – Mándok – Eperjeske alsó – Záhony | 2-4 óránként |